# Troubles of a Bride
Troubles of a Bride er en amerikansk stumfilm fra 1924 instrueret af Tom Buckingham.

## Medvirkende
- Robert Agnew som Robert Wallace
- Mildred June som Mildred Patterson
- Alan Hale Sr. som Gordon Blake
- Bruce Covington som Patterson
- Dolores Rousse som Vera
- Heinie Conklin som Jeff
- Lew Harvey
- Bud Jamison
- Jack Kenny